# Stephen Foster (triatleta)
Stephen Foster (Seaford, gennaio 1970) è un ex triatleta australiano.

## Carriera
Ha vinto la medaglia di bronzo ai mondiali di triathlon di Orlando del 1990, alle spalle dei due connazionali Greg Welch (oro) e Brad Beven (argento).
Nel 1991 mondiali di Queensland, vinti da Miles Stewart, si classifica all'8º posto assoluto a meno di 2' dal neo-campione.
Nel 1992 ottiene un importante 2º posto nella gara di coppa del mondo di Embrun vinta dal britannico Simon Lessing. Completa il podio il fortissimo triatleta statunitense Scott Molina. Ai mondiali di Huntsville, vinti sempre da Lessing con un tempo di 1:49:03 davanti al tedesco Rainer Mueller-Hoerner (1:49:29), sfiora il podio arrivando a 9" dalla medaglia di bronzo, l'olandese Rob Barel (1:49:43). Il tempo fatto registrare da Stephen all'arrivo è infatti di 1:50:02.
Nel 1993 vince la gara di Embrun, staccando di più di un minuto il neozelandese Ben Bright (2° arrivato) e di quasi 3' il beniamino di casa Yves Cordier.
Nel 1994 si classifica 2º assoluto a Nendaz, alle spalle del futuro campione olimpico di Atene 2004, il neozelandese Hamish Carter, e davanti allo statunitense Jim Riccitello.